# اشچینو، استان پومرانیان
اشچینو، استان پومرانیان (به لاتین: Trzcinno, Pomeranian Voivodeship) یک منطقهٔ مسکونی در لهستان است که در Gmina Miastko واقع شده‌است.

## خصوصیات
اشچینو ۳۲۷ نفر جمعیت دارد.